# Тругларж, Йосеф
Йосеф Тругларж (чеш. Josef Truhlář; 16 октября 1840, Талин — 14 февраля 1914, Прага) — австро-венгерский чешский историк чешской литературы, переводчик, библиотекарь
.

## Биография
Йосеф Тругларж родился 16 октября 1840 года в Талине. Среднее образование получил в гимназиях в Писеке и Ческе-Будеёвице, затем изучал филологию и историю в Пражском университете. 
С 1865 года работал библиотекарем в Национальной чешской библиотеке, с 1896 года был её куратором. В научной печати впервые выступил в 1867 году как филолог-классик, переводил и издавал сочинения древнеримского поэта Горация, но в скором времени переключился на изучение средневековой чешской литературы, совершив несколько научных открытий в этой области. В 1886 году был избран членом-корреспондентом, в 1905 году — действительным членом Королевского чешского общества наук и тогда же - действительным членом Чешской академии искусств. В 1897 году за свои научные заслуги был награждён рыцарским крестом ордена Франца-Иосифа.
Его перу принадлежат как многочисленные статьи в различных научных журналах, так и несколько книг. Основной научной специализацией Трухларя был гуманистический период в истории чешской литературы, а также первые литературные памятники на чешском языке. Им также была проделана большая работа в области составления каталога рукописей университетской библиотеки. Главные работы: «Počátky humanismu v Čechách» (1892); «Humanismus a humanisté v Čechách za krále Vladislava II» (1894); «Latinský panegyricus Martina z Tišňova» (1895).